# Élias de Saint-Yrieix
Pour les articles homonymes, voir Élias et Hélias.
Élias de Saint-Yrieix, né en Corrèze et mort à Avignon en 1367, fut religieux de Saint-Benoît puis l'abbé de Saint-Florent lès Saumur. Il devint le 35e évêque d'Uzès, épiscopat de 1344 à 1356, date à laquelle il coiffe le chapeau de cardinal-prêtre du titre de Saint-Étienne-le-Rond, puis en 1363, il devint cardinal-évêque d'Ostie.

## Biographie

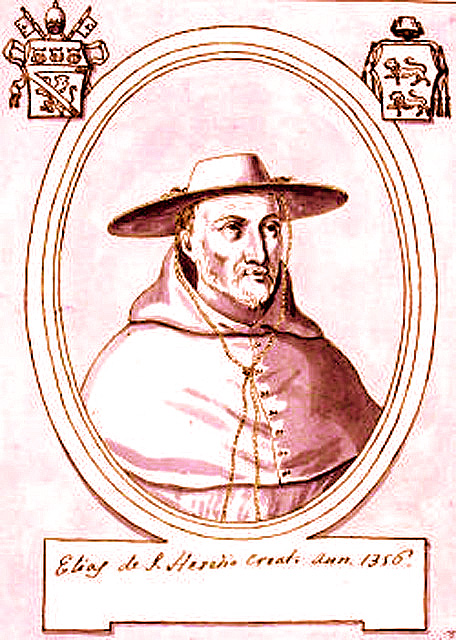
Élias de Saint-Yriex

Il fit son entrée solennelle à Uzès le 2 février 1344. En 1351, il assista au concile de Béziers. Élias de Saint-Yriex composa divers ouvrages théologiques et fut chargé par Innocent VI de travailler aux informations sur la vie et les miracles d'Elzéar de Sabran.
Il fut créé cardinal-prêtre du titre de Saint-Étienne-le-Rond le 23 décembre 1356 puis nommé cardinal-évêque d'Ostie en 1363. Il décéda à Avignon le 10 mai 1367 et fut inhumé dans la cathédrale.

## Héraldique
Ses armes sont : d'argent à deux lions passant de gueule.